# Bikini Bottom (Ice Spice)
Bikini Bottom è un singolo della rapper statunitense Ice Spice, pubblicato il 28 ottobre 2022 come secondo estratto dall'EP di debutto Like..?.
Il titolo del brano trae ispirazione dall'omonima località fittizia in cui è ambientata la serie animata SpongeBob.

## Tracce
Testi e musiche di Isis Gaston e Ephrem Lopez.
1. Bikini Bottom – 1:46